# Rancul (La Pampa)
Rancul is een plaats in het Argentijnse bestuurlijke gebied Rancul in de provincie La Pampa. De plaats telt 3.699 inwoners.